# Bulevar Filadélfia

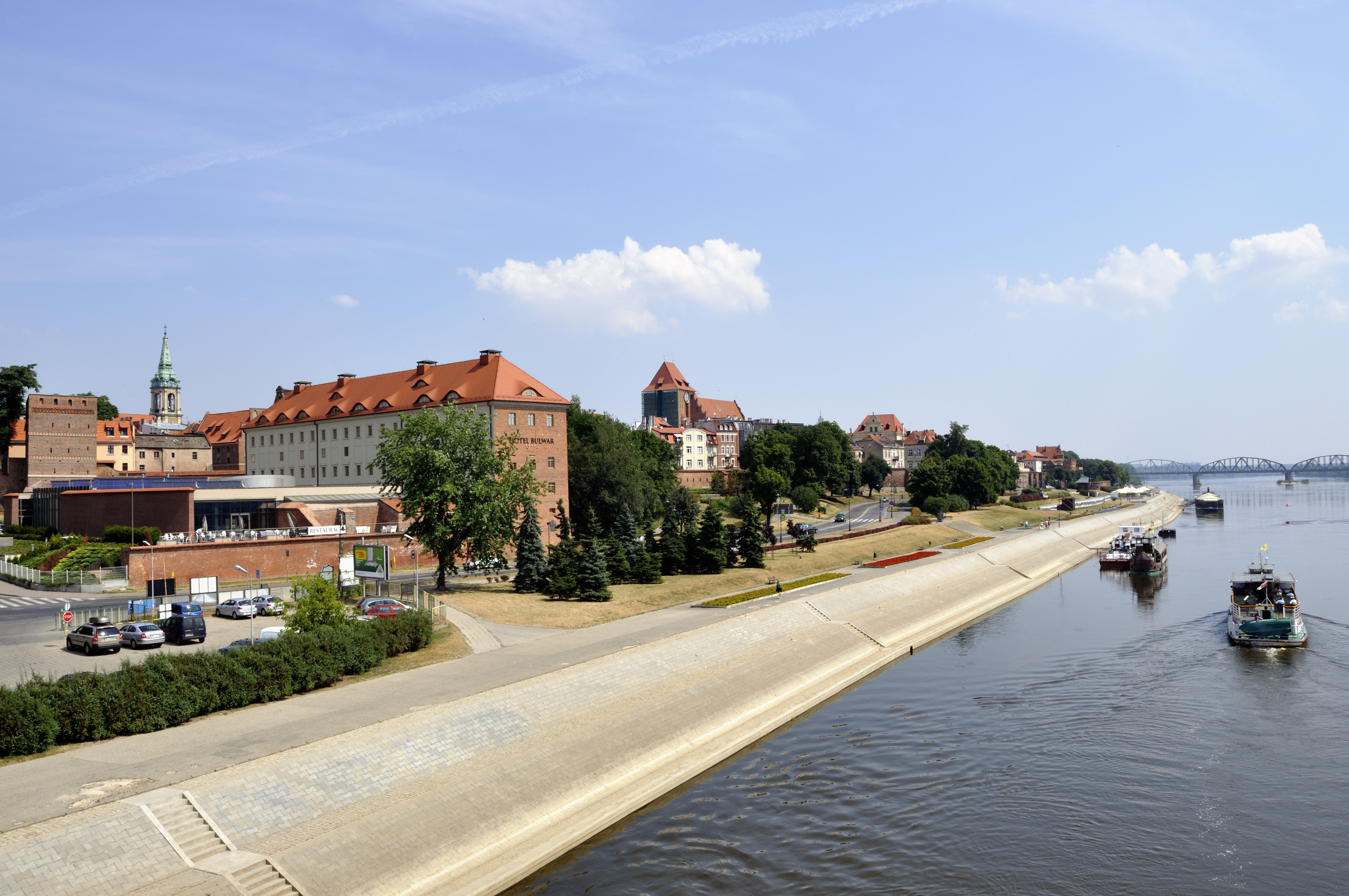
O bulevar visto da Ponte Rodoviária Józef Piłsudski

Bulevar Filadélfia - cais que fica no lado direito do rio Vístula em Toruń.

## Localização
Bulevar fica na margem direita da cidade, entre complexo da Cidade Velha e rio Vístula. A margem do comprimento de 2 km começa-se no pier de AZS e acaba sob a Ponte Ferroviário E. Malinowski.

## História

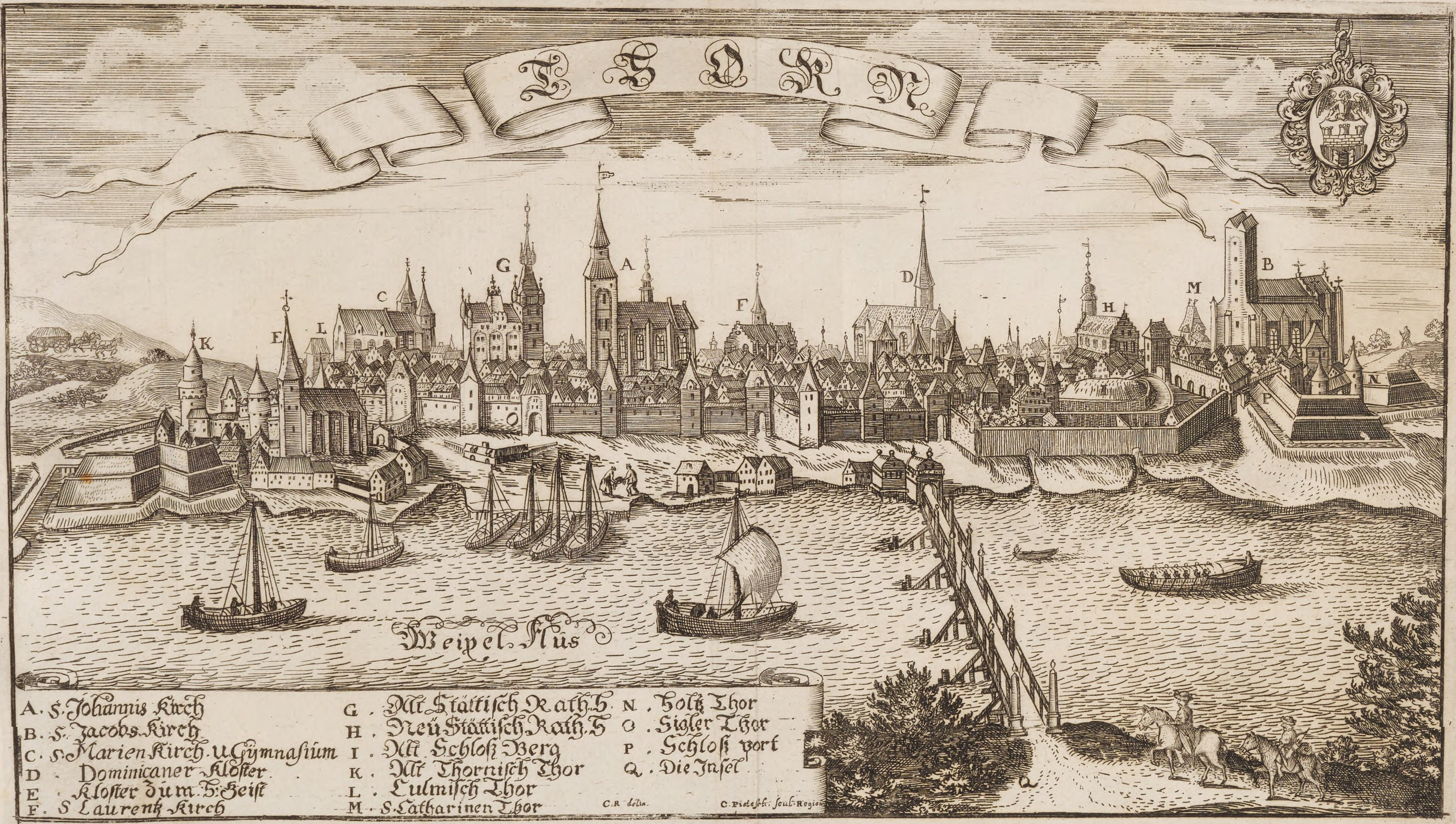
Bulevar Filadélfia em 1684

Quase desde da fundação da cidade até os anos 60 do século XX o bulevar no segmento do complexo da Cidade Velha tinha as funções portuárias e comerciais. Aqui, entre outros no tempo da pertença de Toruń a Liga Hanseática, chegaram uns navios náuticos, naquela época a cidade foi um dos maiores centros portuários hanseáticos sob rio.
Na época prússia, depois da construção em 1909 o Porto de Madeira na parte Ocidental, as autoridades planejavam a liquidação do porto e construção diques aqui.

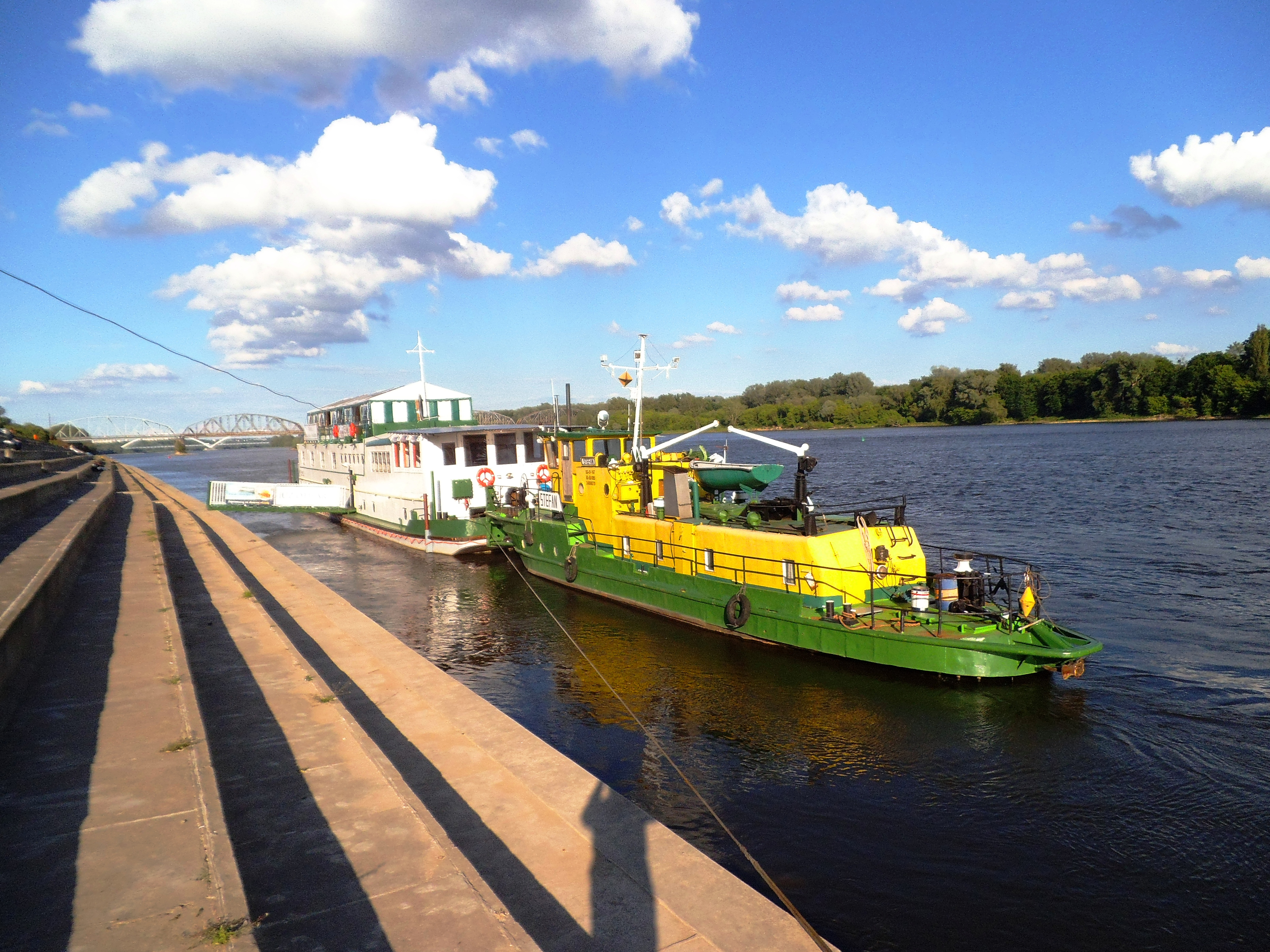
Bulevar Filadélfia, vista moderna

Na época entre guerras em 1935 ao porto chegaram 3900 navios, 2618 barcas fluviais, foram despedidas: 3872 navios, 2590 barcas fluviais. Eles transportavam principalmente: açúcar, farinha, cevada e aveia. Vale a pena adicionar que no porto de Torun desembarcaram, ao lado das unidades polacas, navios e barcas fluviais sob a bandeira da Cidade Livre de Danzigue, Alemanha e Suécia.
Neste tempo o arquitecto contemporâneo da cidade Ignacy Tłoczek também planejava uma construção do diques sob o Vístula. Delineou-o desde do Parque Municipal nos arredores de Bydgoszcz até os arredores da Ponte Rodoviária E. Zawacka contemporânea. O início da Segunda Guerra Mundial frustrou estes planos.
Nos anos 60 do século XX no resultado da queda da popularidade do transporte fluvial na Polônia o porto foi liquidado. Foram removidos elevadores e gruas portuárias, também como ferroviária. 

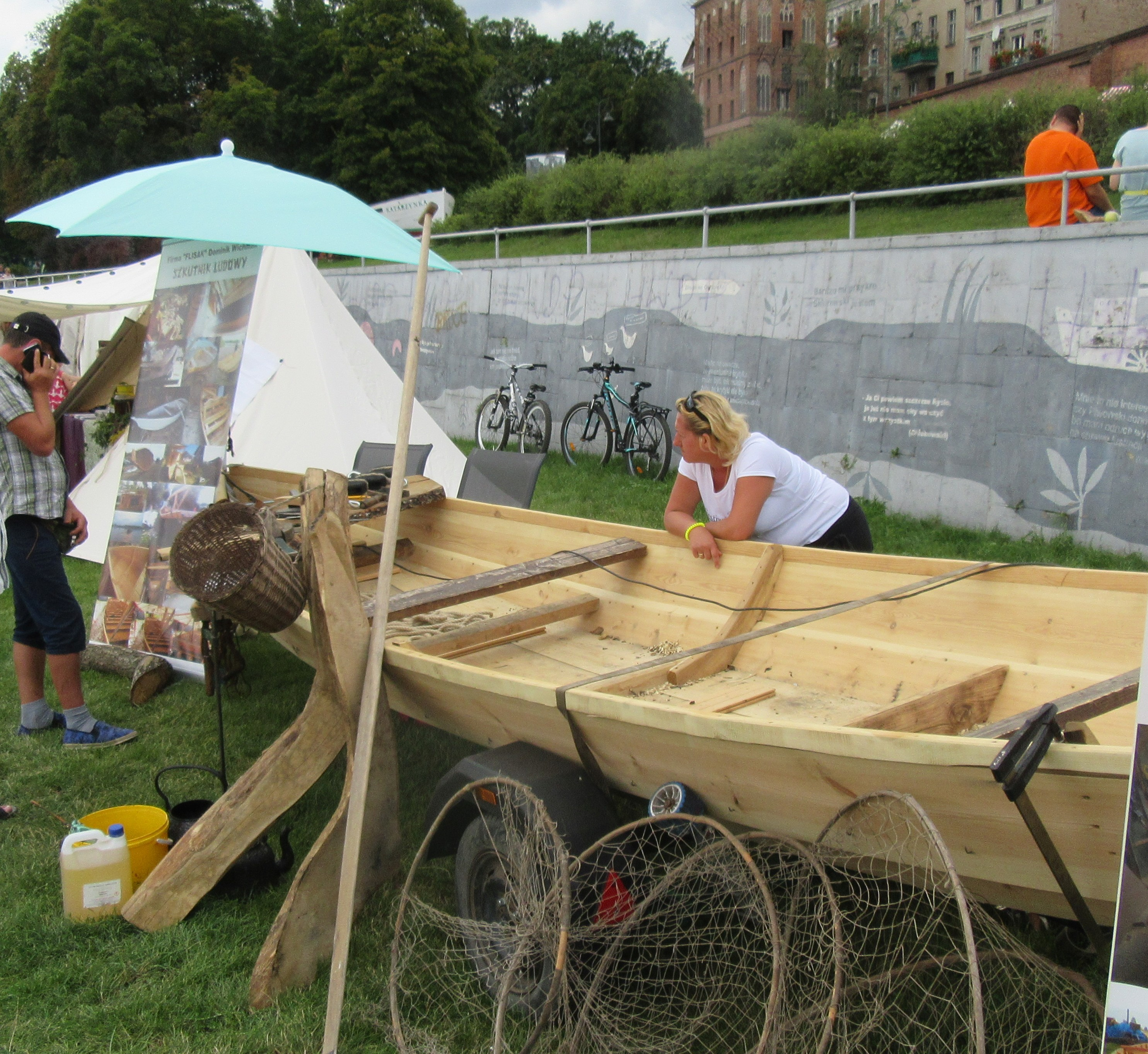
Festival do Vístula de 2017 - mostra da construção tradicional de barco do Vístula

A construção da margem na forma presente foi iniciada no fim dos anos 60 do século XX e foi aberta em 1973 por ocasião do Ano de Copérnico. Em 1976 foram nomeados como os Diques de Filadélfia em honra da cidade geminada americana de Toruń (em Filadélfia uma das praças chama-se Triângulo de Toruń).
Em 2005 foi iniciado o primeiro etapa da renovação do dique no segmento de quase 360 metros entre Limnigraf e a rua Wola Zamkowa. Foram renovadas escadas, calçada de dados hexagonais foi mudada por dados de betão e granito. O segundo etapa de renovação do dique inclui a reparação de fortificação entre a Ponte Rodoviária Józef Piłsudski e Limnigraf que se acabou em 2003, o terçeiro etapa de renovação no segmento de mais do que 645 metros entre a rua Wola Zamkowa e Ponte Ferroviário E. Malinowski acabou-se em 2009. Todos os etapas consideravam a renovação e modernização de escarpa do cais.
Em 2013 foi renovado o cai no segmento da Ponte Rodoviária Józef Piłsudski até o pier de AZS, e no ano seguinte, também na mesma parte do dique, foi ordenada a parte superior dele. Foi feita uma praia, parque infantil, ciclovia, pistas e a pier moderna para iates.

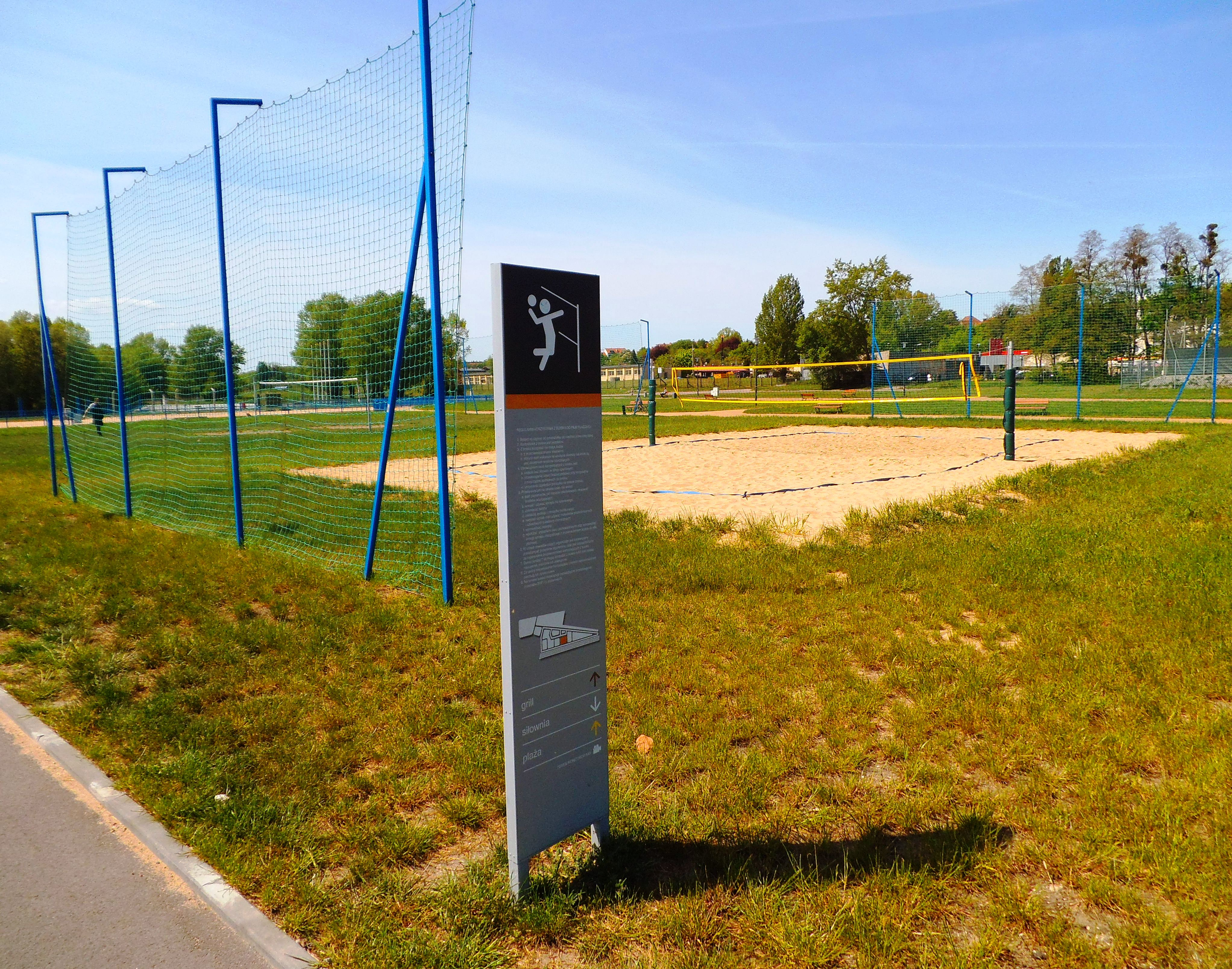
Pista

Em 2015 surgiu uma concepção urbano-arquitetônica de gerenciamento do dique da Ponte Rodoviária Józef Piłsudski até a Ponte Ferroviário E. Malinowski. Estão planejadas as formas arquitetônicas retas nas extensões de ruas do Complexo da Cidade Velha, por exemplo escadas com plataformas de observação e pavilhões gastronômicas. Concepção planeja a limitação do tráfego urbano na rua Dique de Filadélfia, na qual pedestres e ciclistas vão ter a precedência. O Dique vai ganhar também uns espaços verdes de várias latitudes - de arbustos e canteiros de flores preenchidos por flores e árvores. As obras de construção tem de ser começados após de 2020.

## Turística
Dique e um dos mais visitado ponto em Toruń. Em 2013, segundo os visitantes de Toruń, depois da Câmara Municipal da Cidade Velha, Casa de Kopernik, Catedral do São João Batista e São João Evangelista, Planetário, estava uma das maiores atrações turísticas da cidade.  

## Cultura

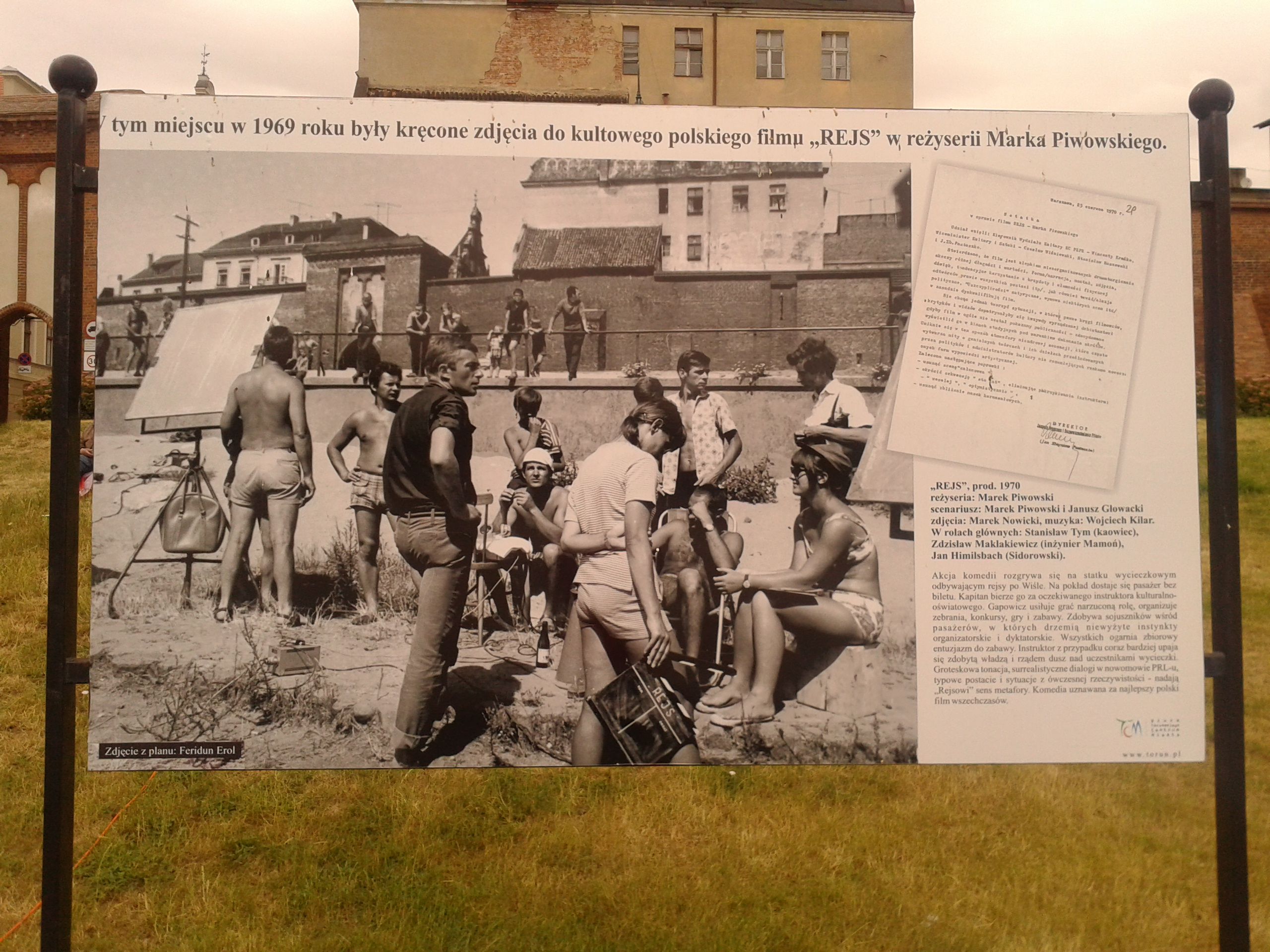
Em 1969 foram filmadas aqui as cenas para o filme “Rejs” dirigido por Marek Piwowski

No dique acontecem-se eventos culturais de vários tipos e espetáculos históricos a céu livre, entre outros as Dias de Toruń e o Festival do Vístula.  

## Curiosidades
● 1969 - foram filmadas aqui as cenas para o filme “Rejs” dirigido por Marek Piwowski.
● 3 de Maio de 1982 - no dique aconteceu-se uma manifestação anticomunista.

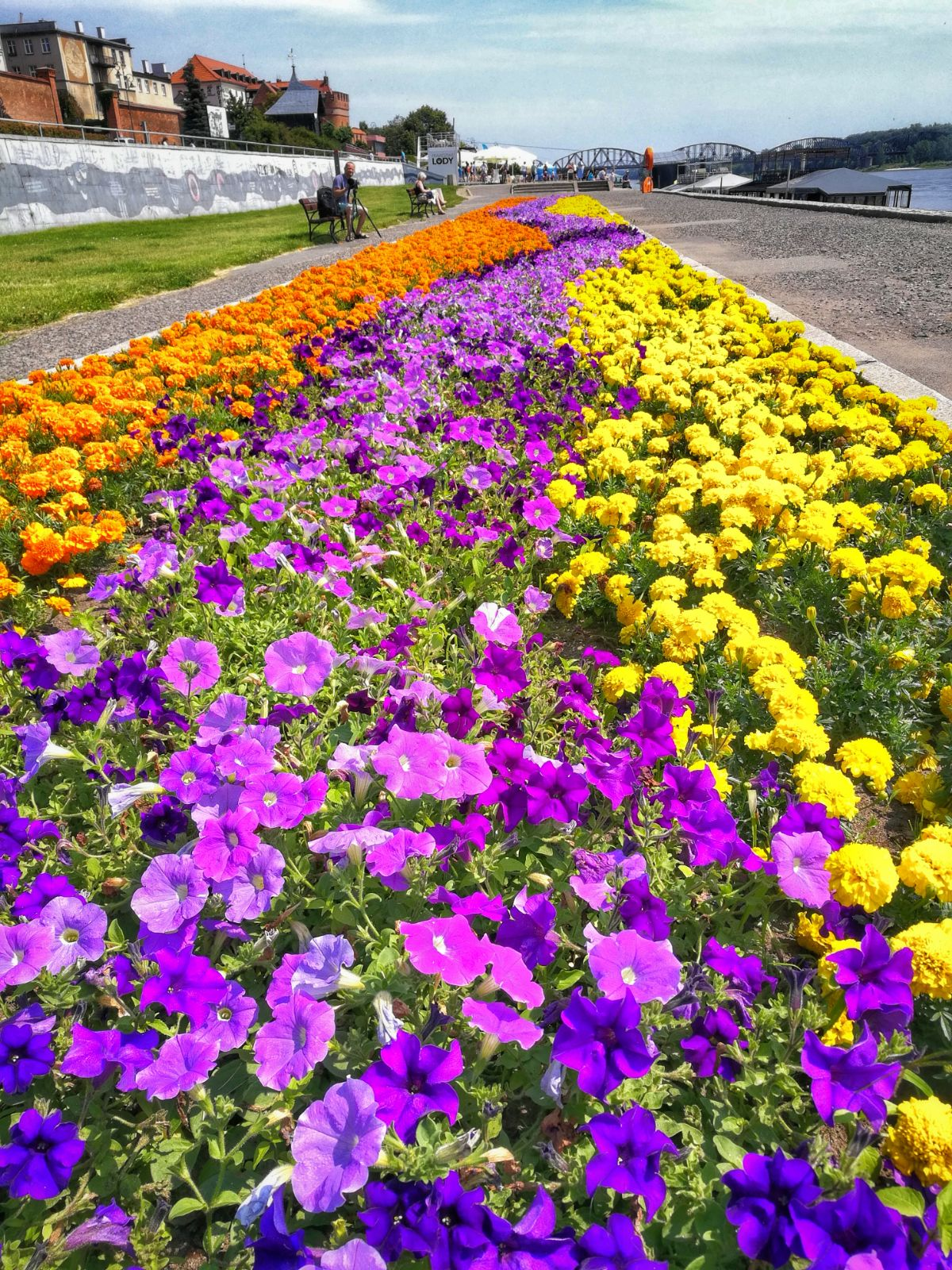
Verão no dique em 2018

## Infraestrutura

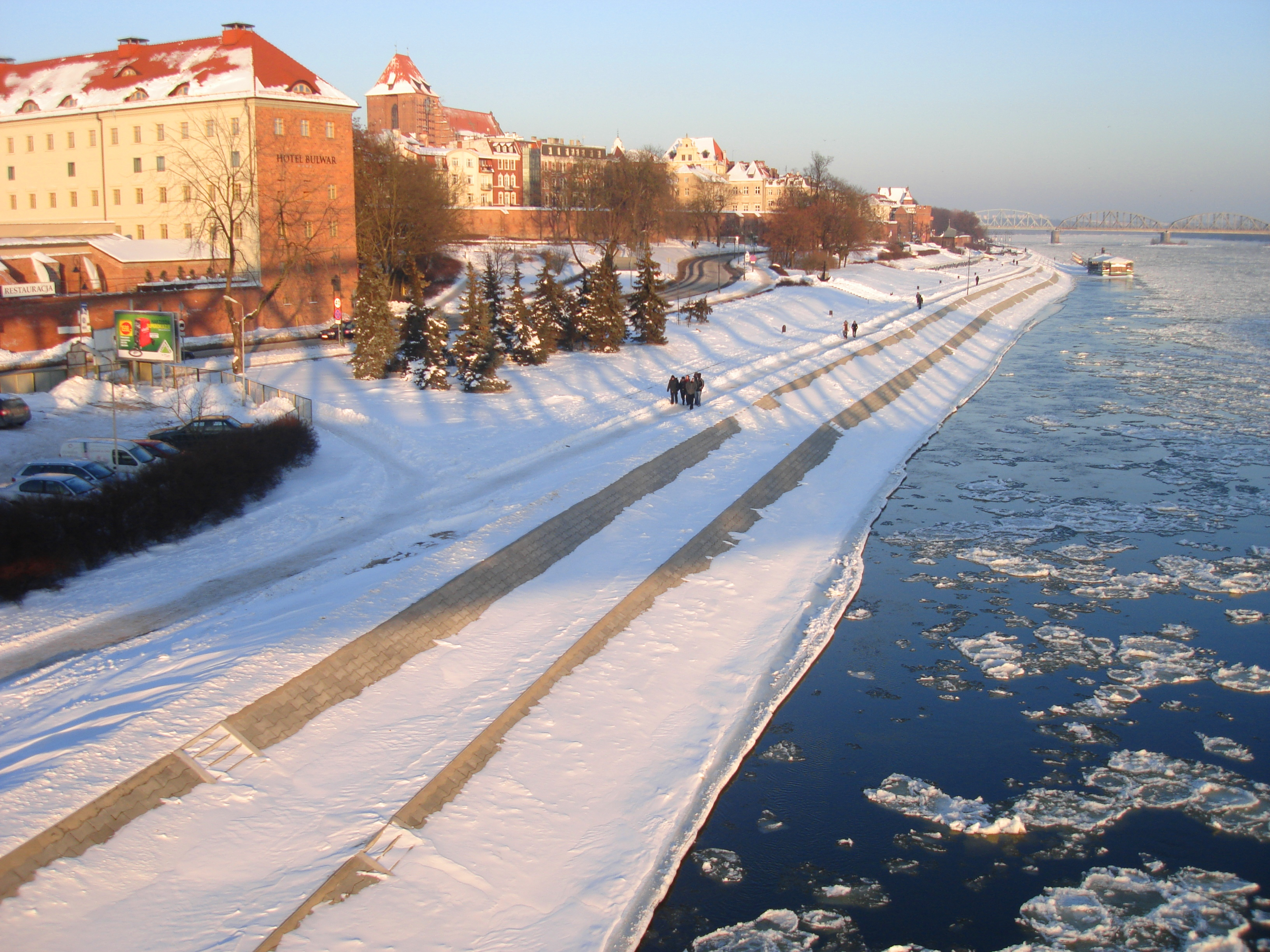
Inverno de 2010

| Foto | Nome                                                    | Notas |
| ---- | ------------------------------------------------------- | --- |
|      | um pier para o “Katarzynka”                             | Opera no Vístula na estação alta |
|      | um pier para o navio “Wanda”                            | Opera no Vístula na estação alta |
|      | Limnigraf                                               | Provém de 1899 |
|      | um parque de estacionamento de autocarros               | |
|      | uma praia e pista para o jogo em bola de praia          | |
|      | um píer de AZS                                          | Um píer serve a uma secção de remo de AZS UMK Toruń, estudantes da Escola do Campeonato Desportivo e também aos admiradores da navegação de Toruń |
|      | o Monumento de Escola Oficial de Forças Navais em Toruń | Revelado em 1972 no 50 anniversario da criação em Toruń da Escola de Forças Navais                                                                |
|      | “Katarzynka”                                            | Realizava excursões dum ao outro lado do Vístula até os anos 2000                                                                                 |
|      | uma passarela da observação                             | Simboliza uma ponte antigo no Vístula |